# Baby When the Light
Singles de David Guetta
Cozi Costi
Love Is Gone
(2007) Delirious
(2008)
Baby When the Light est le 2e titre extrait de l'album Pop Life de David Guetta. Le single est sorti le 10 novembre 2007.
Le DJ est en featuring avec la chanteuse britannique Cozi Costi : c'est le 1er single de David où on retrouve une voix féminine.

Le titre atteint la 6e place en France.
Le single est certifié single d'or par la SNEP : Syndicat national de l’édition phonographique en décembre 2009 avec plus de 150 000 exemplaires vendus, 2 ans après sa sortie en single.
En Angleterre, la version officielle de Baby When The Light est le remix de Joachim Garraud & Fred Rister. C'est la première fois, lors du travail de production en studio durant « trois jours et trois nuits », que Guetta et Rister se rencontrent, alors que ce dernier a déjà participé à l'élaboration de précédents titres pour le DJ français.

## Clip vidéo
Le clip vidéo on retrouve[Qui ?] le mannequin Kelly Thiebaud qui bronze sur la plage et se fait draguer par un surfeur.

## Classements

### Classements par pays
| Classement 2007                                                   | Meilleure position, |
| ----------------------------------------------------------------- | ------------------- |
| Europe                                                            | 19                  |
| France                                                            | 6                   |
| Bulgarie                                                          | 1                   |
| Belgique Wallonie                                                 | 5                   |
| Roumanie                                                          | 12                  |
| Belgique Flandre                                                  | 15                  |
| Pays-Bas                                                          | 15                  |
| Suisse                                                            | 25                  |
| Italie                                                            | 30                  |
| Suède                                                             | 35                  |
| Portugal                                                          | 45                  |
| Autriche                                                          | 62                  |
| Royaume-Uni                                                       | 50                  |
| Allemagne                                                         | 59                  |
| Autriche                                                          | 62                  |
| Russie Airplay Diffusion radio                                    | 2                   |
| France club 40 Diffusion club                                     | 4                   |
| États-Unis U.S. Billboard Hot Dance Airplay Diffusion radio dance | 4                   |

### Classement bilan annuel 2007/2008
| Classement général de l'année 2007  | Position |
| ----------------------------------- | -------- |
| Belgique Wallonie Classement Single | 53       |
| France Classement Radio             | 29       |
| France Classement Clip              | 35       |
| France Classement Single            | 14       |
| Suisse Classement Single            | 100      |

| Classement général de l'année 2008  | Position |
| ----------------------------------- | -------- |
| Belgique Wallonie Classement Single | 28       |
| Europe Classement Single            | 92       |
| Suisse Classement Single            | 95       |

### Certifications
| Pays   | Certifications                             |
| ------ | ------------------------------------------ |
| France | Or avec plus de 150 000 exemplaires vendus |

## Liste des pistes
CD maxi
- 1. "Baby When the Light" (Album Version) — 3:27
- 2. "Baby When the Light" (David Guetta & Fred Rister Radio Edit) — 3:24
- 3. "Baby When the Light" (Original Extended) — 5:58
- 4. "Baby When the Light" (Vidéo) — 3:27
- 5. "Baby When the Light" (Making of Video) — 3:11

12" maxi
- 1. "Baby When the Light" (David Guetta & Fred Rister Remix) — 8:17
- 2. "Baby When the Light" (Original Extended) — 5:58
- 3. "Baby When the Light" (Laidback Luke Remix) — 7:09
- 4. "Baby When the Light" (Dirty South Rmx Edit) — 6:34
- 5. "Baby When the Light" (Joe T. Vanelli Remix) — 6:45